# Россошь (Брестская область)
Ро́ссошь (бел. Росаш) — нежилой хутор в Барановичском районе Брестской области Белоруссии. Входит в состав Вольновского сельсовета. Расположен в 32 км по автодорогам к северо-востоку от Барановичей и на расстоянии 3,5 км по автодорогам к северо-западу от центра сельсовета. Ближайший населённый пункт — деревня Бартники.

## История
В 1909 году — урочище Черниховской волости Новогрудского уезда Минской губернии, 1 двор.
После Рижского мирного договора 1921 года — в составе Польши, с 1939 года — в БССР.